# Flughafen Krakau-Rakowice-Czyżyny

i7
i11
i13
Der Flughafen Krakau-Rakowice-Czyżyny (polnisch Lotnisko Kraków-Rakowice-Czyżyny) war einer der ältesten Flughäfen Europas und bis 1963 der erste zivile Flughafen von Krakau (Kraków). Der erste Flughafen Krakaus befand sich ab 1912 östlich des Stadtzentrums zwischen Rakowice und Czyżyny. Er diente zumeist auch als Militärflugplatz.
Ein Teil des ursprünglichen Areals mit einem Stück der ursprünglichen Start- und Landebahn ist seit 2004 wieder für gelegentlichen Verkehr mit kleineren Flugzeugtypen und Hubschraubern geöffnet. Diese dient insbesondere dem südlich gelegenen Polnischen Luftfahrtmuseum.

## Geschichte
Der Flughafen entstand 1912 als Militärflugplatz für die k.u.k. Luftfahrtruppen, Galizien gehörte damals zum österreichischen Landesteil Österreich-Ungarns, zusammen mit einer Garnison für Bodentruppen. Nach dem Waffenstillstand im Osten wurde der Flugplatz 1917/1918 zu einem der Zwischenstopps im ersten europäischen Luftpostdienst, der Wien mit Kiew und Odessa, verband.
Nach dem Ersten Weltkrieg wurde der Flugplatz zunächst ausschließlich durch die polnischen Luftstreitkräfte als Militärflugplatz weitergenutzt.
Erst im Jahr 1923 begann die erneute zivile Mitnutzung und der Flugplatz wurde zu einem Passagier-Flughafen erweitert, dem zweitwichtigsten Polens in der Zeit bis zum Ausbruch des Zweiten Weltkriegs. Eine Verbindung von Warschau über Krakau nach Budapest wurde 1938 eröffnet.
In der Zeit vor dem Zweiten Weltkrieg war der militärische Bereich Heimat des 2. Fliegerregiments. Ende August 1939 wurden alle Kampfeinheiten aus Krakau auf geheime vorgeschobene Einsatzbasen verlegt. Die deutschen Bombardements am Morgen und Nachmittag des 1. September 1939 verursachten daher keine Verluste bei den Kampfflugzeugen, obwohl Bomber der deutschen Luftwaffe Hangars beschädigten und sich noch am Platz befindliche Flugzeuge zerstörten.
Während der deutschen Besatzungszeit war er Standort der deutschen Luftwaffe. Nach 1941 diente er insbesondere als Zwischenstopp für Flüge aus Deutschland an die Ostfront und war 1944 der wichtigste Stützpunkt der Luftwaffe für die Verteidigung Schlesiens. Hauptsächliche Nutzer waren vom Sommer 1944 bis zum Rückzug der Wehrmacht im Januar 1945 Teile des Jagdgeschwaders 52 mit ihren Messerschmitt Bf 109G und ab September 1944 zusätzlich Teile des Schlachtgeschwaders 77 mit ihren Focke-Wulf Fw 190F und anfangs auch noch Junkers Ju 87D/G.
In den 1950er-Jahren entstanden neue Wohngebiet in der unmittelbaren Umgebung des Flughafens, deren Entwicklung den Betrieb des Flugplatzes erschwerten. Ab 1953 wurde daher mit der systematischen Auflösung des Flugplatzes begonnen, indem einzelne Aufgaben an andere Standorte verlegt wurden. Zum Zeitpunkt seiner Schließung 1963 hatte die Start- und Landebahn 11/29, von der einer kürzerer Abschnitt erhalten blieb, eine Länge von 2200 Meter.
Der Flugverkehr war zuvor auf den bisher ausschließlich militärisch genutzten Flughafen in Balice, der später nach Johannes Paul II. benannt wurde, übertragen worden.
Der alte Flughafen wurde in der Folgezeit schrittweise zum Teil überbaut.